# Геј икона
Геј икона је јавна личност, историјска или фиктивна, која ужива велики број обожавалаца и обожаватељки унутар ЛГБТ+ заједнице. Квалитети који их најчешће истичу као такве су гламур, ексцентричност, борбеност, андрогинија и други. Оне могу и не морају бити неког од не-хетеро сексуалних опредељења, а исто тако могу а и не морају се борити за права ЛГБТ заједнице и пружати им подршку. Историјске личности којима је додељен епитет геј иконе најчешће су трагичне, осуђиване, контроверзне, патничке фигуре (свеци, владари и владарке, књижевници), док модерне геј иконе углавном долазе из света забаве и поп културе.

## Историјске личности
Једна од првих геј икона у историји је Свети Севастијан, хришћански мученик и светац. Његово снажно, голо тело, приказивано са стрелом дубоко забоденом у месо, и лице које се не грчи у болу већ изгледа занесено, вековима су инспирисали сликаре, а у деветнаестом веку његово обожавање постало је прави култ. Публициста Ричард Кеј, написао је да су савремени хомосексуалци у њему видели диван приказ хомосексуалне жеље, као и прототип човека који потискује своју хомосексуалност. Британски писац Оскар Вајлд, који је и сам био геј, користио је име Себастијан за неке своје ликове, док је амерички писац и драматург Тенеси Вилијамс (такође геј), Себастијаном назвао главног лика у својој представи Изненада, прошлог лета. У филмској верзији из 1959. године, Себастијана је играо Монтгомери Клифт, један од првих америчких глумаца који је признао да има бисексуалне склоности. Енглеска краљица Ана Болен, призната икона феминизма, знала је за хомосексуалност свог брата, Џорџа Болена, али јој то није сметало. Користећи сопствени утицај, Боленова га је уздигла у један од највећих положаја на двору.
Међу најпознатије геј иконе давнијих времена, поред светог Севастијана и енглеске краљице Ане Болен, убрајају се и египатске владарке Хатшепсут, Нефертити, Клеопатра, грчка песникиња Сапфа, римски цар Хадријан, Микеланђело, енглеске краљице Елизабета I и Викторија, књижевници Маркиз де Сад, Оскар Вајлд, Шарл Бодлер, Гертруда Стајн, Жан Жене, Вирџинија Вулф и други.

## Геј иконе данашњице
Највеће геј иконе су велика имена поп културе. То су најчешће глумице или глумци (попут Барбре Страјсенд, Марлен Дитрих, Џејка Џиленхола, Бети Дејвис, Мерилин Монро, Елизабет Тејлор, Џули Ендруз, Лајзе Минели) или певачице и групе (Бет Мидлер, Пинк, Шер, Синди Лопер, Глорија Гејнор, Елтон Џон, Дона Самер, Дајана Рос, Кристина Агилера, Бритни Спирс, Фреди Меркјури, Дејвид Боуи, АББА, Кајли Миног, Доли Партон, Витни Хјустон, Џорџ Мајкл). Највећим геј иконама свих времена сматрају се Џуди Гарланд и Мадона.Највећа геј икона данашњице је певачица Лејди Гага.

## Геј иконе у Србији
У Србији су се, због политичких и социјалних прилика, геј иконе појавиле релативно скоро. То су најчешће певачице популарне музике, глумице, спортисти, књижевници, ређе политичари или глумци.

### Избори за геј икону
У периоду од 2007. до 2016. ЛГБТ портали су једном годишње бирали српску геј икона. Као геј икона године бира се личност која је својим јавним залагањем допринела побољшању положају ЛГБТ заједнице у току претходне године. Осим геј иконе године, бира се хомофоб године.
| Избор за геј икону | Избор за геј икону    | Избор за геј икону                         | Избор за геј икону |
| Година             | Избор вршио           | Геј икона године                           | Хомофоб године     |
| ------------------ | --------------------- | ------------------------------------------ | ------------------ |
| 2007               | портал Queeria        | Биљана Србљановић, Новак Ђоковић           |                    |
| 2008               | портал Queeria        | Индира Радић, Младен Обрадовић             |                    |
| 2009               | GayEcho               | Мирјана Карановић, Марко Караџић           |                    |
| 2010               | GayEcho               | Јелена Карелеуша, Боривој Ђаволак Грујичић |                    |
| 2011               | GayEcho               | Марина Перезић, Андреја Пејић              |                    |
| 2012               | GayEcho               | Бранко Цвејић, Гордана Митровић            |                    |
| 2013               | GayEcho               | Жарко Стојановић, Сташа Зајовић            | Жељко Јоксимовић   |
| 2014               | GayEcho, портал IDAHO | Кончита Вурст                              |                    |
| 2015               | GayEcho               | Хелена Вуковић, Славен Дошло               | Југ Радивојевић    |
| 2016               | GayEcho               | Ана Брнабић, Небојша Глоговац              | Бранкица Јанковић  |

### Награда Дуга
Од 2013. године Геј стрејт алијанса (ГСА) установила је награду Дуга, која се додељује поводом 17. маја - Међународног дана борбе против хомофобије и трансфобије. За награду могу бити номиновани сви они који су својим делом, ангажовањем, радом и резултатима допринели смањењу хомофобије и трансфобије, заштити и унапређењу људских права ЛГБТ особа, побољшању положаја и квалитета живота ЛГБТ особа и промоцији равноправности и толеранције према ЛГБТ популацији. 
| Добитници награде Дуга | Добитници награде Дуга                                         |
| Година                 | Добитници                                                      |
| ---------------------- | -------------------------------------------------------------- |
| 2012/2013              | Одељење за организацију, превенцију и рад полиције у заједници |
| 2013/2014              | Тања Мишчевић                                                  |
| 2014/2015              | Јадранка Јоксимовић                                            |
| 2015/2016              | Александар Стојменов                                           |
| 2016/2017              | Ана Брнабић                                                    |
| 2017/2018              | Ирена Мишовић                                                  |
| 2018/2019              | Ауторско-продуцентски тим серије Јутро ће променити све        |
| 2019/2020              | Милош Тимотијевић                                              |

### Учесници Београд прајда
Београд прајд је манифестација лезбејки, гејева, бисексуалаца и трансродних (ЛГБТ) особа у Србији. Први пут је успешно одржана 2010. године.
| Учесници Београд прајда | Учесници Београд прајда      | Учесници Београд прајда                                       | Учесници Београд прајда                                                 | Учесници Београд прајда |
| Година                  | Кум(а) параде                | Наступи                                                       | Политичари                                                              | Остали учесницу |
| ----------------------- | ---------------------------- | ------------------------------------------------------------- | ----------------------------------------------------------------------- | --- |
| 2010                    |                              |                                                               | Светозар Чиплић                                                         | Мирјана Карановић, Никола Којо, Чедомир Јовановић, Жарко Кораћ, Миљенко Дерета, Марко Караџић, Вукашин Обрадовић, Петар Антић |
| 2011                    | забрањен                     | забрањен                                                      | забрањен                                                                | забрањен |
| 2012                    | забрањен                     | забрањен                                                      | забрањен                                                                | забрањен |
| 2013                    | забрањен                     | забрањен                                                      | забрањен                                                                | забрањен |
| 2014                    | нема                         |                                                               | Чедомир Јовановић                                                       | |
| 2015                    | Биљана Србљановић            |                                                               |                                                                         | |
| 2016                    | Мирјана Карановић            | Марина Перазић, Бојана Стаменов, Наташа Беквалац, Вања Бурсаћ |                                                                         | |
| 2017                    | Јелена Карлеуша              |                                                               | Ана Брнабић, Синиша Мали, Зоран Ђорђевић, Бранко Ружић                  | Соња Сајзор |
| 2018                    | Сузана Трнинић               | Ида Престер, Марина Висковић                                  | Ана Брнабић, Синиша Мали, Зоран Радојичић, Зоран Ђорђевић, Бранко Ружић | Стеван Филиповић |
| 2019                    | Сара Јо                      | Зои, Бојана Вунтуришевић                                      | Ана Брнабић                                                             | |
| 2020                    | одложена због вируса ковид19 | одложена због вируса ковид19                                  | одложена због вируса ковид19                                            | |
| 2021                    | Наташа Беквалац              | Сара Јо, Бојана Вунтуришевић, Сајси МЦ, Џипси, Леа Давогић    | Бранкица Јанковић, Гордана Чомић                                        | |

### Остало
Неке од геј икона у Србији још су и Славица Ђукић-Дејановић, Беби Дол, Весна Пешић, Исидора Бјелица, Весна Вукелић Венди и друге. Славица Ђукић је 2010. отворено подржала Поворку поноса у Београду, а у центру Drop-In у Крагујевцу је 2011. године ЛГБТ особама пружала услуге бесплатног психосоцијалног саветовања. Певачица Беби Дол ужива популарност геј мушкараца захваљујући својим кемп аутфитима и изгледом једне drag краљице још од евровизијске песме Бразил. Године 2012. она је била специјална гошћа у културном центру Град, на промоцији књиге фотографија Beneath the Shadows аутора Предрага Пејића, а која је била саставни део Недеље поноса. Организатори ове манифестације су обележили певачицин рођендан и поклонили јој чоколадно срце са вишњама, захваливши јој се притом на њеном доприносу у борби за права геј популације. Исидора Бјелица је још са осамнаест година објавила Памфлет против прогањања геј особа у Југославији, сматрајући их највећим и најбољим уметницима, аристократског духа. Када се уз то додају и њен ексцентрични модни стил, у романима често пропагирање лезбејске и хомосексуалне љубави, и неретки сукоби са познатима који према ЛГБТ популацији гаје негативне ставове, не изненађује чињица да Бјелица важи за геј икону. Пешићева је оснивач неколико организација за људска права и један од оснивача Либералне странке у Србији. Године 2012. је на састанку Геј стрејт алијансе говорила о правима ЛГБТ заједнице, а на сајту Пешчаник се том темом бавила у неколико наврата. Познат је њен чланак Да ли је српски бити геј? Популарна Венди се за права сексуалних мањина залаже на себи својствен начин. Поред наступа у геј клубовима, забележена је и њена изјава да би људима којима сметају гејеви откинула главу. Индира Радић је 2008. године постала прва домаћа музичка звезда у чијем су се споту љубила два мушкарца, и прва која је за хомосексуалце снимила песму (Упаљач).
Поред поменутих, на домаћој сцени је све више особа (најчешће певачица популарне музике) које проналазе начине да кроз свој рад промовишу права ЛГБТ људи. Грандова звезда Милица Павловић се декларише као бисексуалка и изјављује да тражи момка или девојку. Наташа Беквалац годинама важи за геј икону, Гоца Тржан је још 2005. изјавила да воли да излази у тада једини постојећи београдски клуб јер сматра да је ту најбољи и најопуштенији провод. Тржанова је исте године бранила права ЛГБТ заједнице и у емисијама Пирамида и Браво шоу. Спотови за песме погана певачица Там, Зови певачице Зои и Код твоје девојке реперке Сајси МЦ приказују сцене са ЛГБТ тематиком. Народни певач Бора Дрљача 2012. године прошетао је са учесницима једне од геј парада, а подржава и да се дозволи усвајање деце ЛГБТ паровима.
Ана Михајловски и Маријана Мићић стекле су ЛГБТ обожаваоце као протагонисткиње Једноставног живота, у коме су као девојке из урбаног Београда путовале кроз руралну Србију. Редитељи Горан Станковић, Владимир Тагић и Милица Томовић добили су награду Дуга ѕа серију Јутро ће променити све за реалистично приказивање ЛГБТ популације кроз лик Анђеле (Јована Стојиљковић). Серија је приказивана на РТС чиме је повећана видљивост популације. У филму Келти, редитељке Милице Томовић, геј пар тумаче глумци Никола Ракочевић и Славен Дошло. У филму Поред мене редитеља Стевана Филиповића приказани су животи ЛГБТ младих у Србији кроз ликове Лазара (Славен Дошло) и Страхиње (Никола Глишић). У серији Јужни ветар глумац Милош Тимотијевић глуми геј полицајца Станка. Након приказивања сцене геј пољупца глумац се суочио са многобројним осудама и претњама, али је и насупрот томе подржао ЛГБТ заједницу.
Листу допуњују и председник либерално-демократске странке Чедомир Јовановић, Тања Војтеховски која је деведесетих урадила интервју са убијеним Вјераном Миладиновићем - Мерлинком, првим јавно декларисаним трансвеститом Југославије, Наташа ДНК, Марина Туцаковић, Оливер Мандић, Наташа Мићић, Бошко Јаковљевић, Бранкица Станковић, Срђан Драгојевић, глумци и глумице Христина Поповић, Светлана Бојковић, Сека Саблић, Бранка Катић, Мира Фурлан, Милена Дравић, Јова Радовановић и Ружица Сокић која је тај епитет стекла захваљујући улози у филму Жута, Николија, победница Евровизије Марија Шерифовић, Тијана Дапчевић, као и Весна Змијанац и Зорица Брунцлик - због својих ексцентричних одевних стилова и личних сукоба. Певачице Сенидах, Констракта, Бојана Вунтуришевић, Ангелина, Едита, Сара Јо, Теодора Џехверовић, реперка Сајси МЦ, певач Војаж, група Ураганке отворено су дали своју подршку ЛГБТ+ заједници.
Највећа српска геј икона свих времена је Јелена Карлеуша.
Међу поменуте се често убрајају и Цеца и Лепа Брена, које с друге стране никада нису пружиле јавну подршку ЛГБТ заједници. Многе геј иконе дискриминисале су или омаловажиле своје обожаваоце другачијег сексуалног опредељења. И Сека Алексић и Дара Бубамара су, прва у сукобу са Миланом Станковићем, друга са Миланом Калинићем, употребиле пејоративну реч педерчина. Дара Бубамара покушала је да се исправи и рекла: Немам ништа против педера. Жељко Јоксимовић изгубио је свој статус највеће српске геј иконе изневши неколико дискриминишућих ставова о трансродним особама у једној од емисија српског X фактора. Бранко Цвејић, проглашен за геј икону због улоге коју је одиграо, покушавао је да се одбрани говорећи да није геј и да је срећно ожењен. За познате српске хомофобе често се узимају Иван Ивановић, Бора Чорба, Драган Марковић Палма, Велимир Илић, Амфилохије Радовић, Војислав Шешељ, Бошко Обрадовић, Александар Мартиновић, Александар Шапић и други.
Поводом одржавања Европрајд 2022 у Београду, многе познате личности изнеле су своје негативне ставове о одржавању манифестације и о самој ЛГБТ+ популацији. Градоначелник града Београда, Александар Шапић, изјавио је да није пресрећан због организације и да неће учествовати у програму. Политичари Милош Јовановић (коалиција Нада), Бошко Обрадобић (Двери) и странка Заветници позвали су на забрану организације манифестације. Владика банатски Никанор је у току своје беседе јавно осудио одржавање Европрајда и изјавио Кунем и проклећу све оне који организују и у томе учествују и буду учествовали у таквом нечему, да имам оружје и то бих употребио. Фудбалер Вујадин Савић поделио је на својим друштвеним мрежама објаву у којој се позива на забрану параде поноса. Певачица Ана Николић која је важила за једну од омиљених певачица геј популације и била бирана за геј икону, изјавила је да је против геј параде исто као и црква. Њену изјаву подржале су певачица Катарина Живковић, Весна Змијанац и Гога Секулић.